# Yanti Kusmiati
Yanti Kusmiati (* 22. Dezember 1962 in Bogor) ist eine ehemalige indonesische Badmintonspielerin.

## Karriere
Yanti Kusmiati gewann 1987 Bronze bei den Asienmeisterschaften im Damendoppel mit Verawaty Fajrin. Beide gewannen ein Jahr später die Indonesia Open. Bei den Südostasienspielen 1989 gewann das Paar noch einmal Silber.

## Erfolge
| Saison | Veranstaltung      | Disziplin   | Platz | Name                             |
| ------ | ------------------ | ----------- | ----- | -------------------------------- |
| 1987   | Asienmeisterschaft | Damendoppel | 3     | Verawaty Fajrin / Yanti Kusmiati |
| 1988   | Indonesia Open     | Damendoppel | 1     | Verawaty Fajrin / Yanti Kusmiati |
| 1989   | Südostasienspiele  | Damendoppel | 2     | Verawaty Fajrin / Yanti Kusmiati |